# 雪野五月
雪野五月（日语： Yukino Satsuki，1970年5月25日—），日本女性配音員。京都府出生，生長於滋賀縣大津市。身高152cm。O型血。
本名：井上由起（日语：／ Inoue Yuki）。舊藝名有：雪乃五月、雪野五月（都與現在藝名的日文發音相同）。

## 簡介
現用藝名：。自由身，原Office薰、賢Production所屬。滋賀縣立石山高等學校、東京廣播學院畢業。
為人熟悉的代表配音作品有《中華一番！》女主角梅麗、《犬夜叉》女主角日暮籬、《驚爆危機》系列女主角千鳥要、《惑星奇航》女主角田名部愛、《銀魂》的志村妙、《暮蟬悲鳴時》系列的園崎魅音&詩音、《酷妹當家》主角二之宮貴子、《章魚燒超人》主角章魚燒雷德、《槍神Trigun》的米莉·湯普生、《吹泡糖危機2040》的希莉亞·史汀古尼、《宇宙戰艦山本洋子》的松明屋紅葉、《純情房東俏房客》的乙姬睦美、《ANGELIC LAYER 天使領域》的木崎珠代、《足球小將翼 (平成版)》的岬太郎、《人造人009 THE CYBORG SOLDIER》女主角003、《棋魂》的市河晴美、《青出於藍》的蒂娜·佛斯特、《R.O.D -THE TV-》的菫川奈奈奈、《閃靈二人組》的氏家火生留、《銀河鐵道999外傳》主角梅德爾、《現視研》的春日部咲、《BLEACH》的四楓院夜一、《Keroro軍曹》的Pururu醫護長／小Pururu、《女高中生 GIRLS-HIGH》的香田亞佳莉、《CLANNAD》的相樂美佐枝、《夏目友人帳》的柊、《天才黃金腦 ～神之謎》的安娜·革蘭、《聖鬥士星矢Ω》的天鷹座尤娜、《Free！》的天方美帆、《境界之輪迴》的魂子等。

### 經歷、人物
雪野在家裡的四個兄妹中排行最小。從小因收看《一休和尚》與《相聚一刻》之後開始對聲優產生憧憬，並說服曾強烈反對自己成為聲優的雙親和姊姊，高中畢業後前往東京。
1991年從東京廣播學院畢業後，成為Office薰所屬。次年1992年幫NHK教育播出的美國電視劇《兩小無猜》進行日語配音（聲演少女C）出道。
從1996年電視動畫《酷妹當家》（聲演主角二之宮貴子）開始，雪野她擔當主角或要角配音的機會逐漸增加，由於該作品主角的台詞很少，而且也較少聽到她的聲音。但是次年1997年播映的《中華一番！》（聲演女主角梅麗），以及1998年播映的《章魚燒超人》（聲演主角章魚燒雷德）、《槍神Trigun》（聲演第二女主角米莉·湯普生）中，才有聽到她幫有台詞的女主角進行配音。
2000年，雪野以電視動畫《純情房東俏房客》（聲演乙姬睦美）、《犬夜叉》（聲演女主角日暮籬）在業界提升了自身知名度。以及2001年的《人造人009 THE CYBORG SOLDIER》（女主角003）、2002年的《驚爆危機！》（女主角千鳥要）。
2003年5月，雪野將原藝名「雪乃五月」更改為「雪野五月」，2015年5月又更改為平假名的。
2016年5月退出賢Production，成為自由身。
2020年4月11日，YouTube頻道開設。
興趣：騎車、開車、旅行、潛水。特長：關西方言、弓道（2段）。

### 逸事
雪野在錄音時據說容易投入自己演的角色。而且本身個性正直，相當討厭性格乖僻的人和個性偏向溫和的男人，喜歡個性正直暨誠實的人，也因此有些人覺得她很難相處、不懂得玩笑。
上面經歷提到她是因從小在電視上看了動畫之後，對聲優抱著憧憬並將這個行業作為志向目標，並且出道之後一直把配音的工作作為主業。但她也對全心投入聲優工作時的信念用在舞台表演很感興趣，並表示如果有報價的話，很樂意體驗各種不同類型的舞台戲劇演出。
前面提到雪野本身個性正直，一方面東京廣播學院時期的同僚冰上恭子跟她相處時說「私底下方面很自然」。
說到會用「雪野五月」作為藝名，雪野說是在學生時代參加落語研究會時，使用了一部分的名字，然後加上母親的名字「五月」所組成。
新山志保於2000年逝去之後，部分作品角色的配音由她繼承。
後輩加隈亞衣把她視為尊敬的前輩。

## 演出
粗體字表示主要角色。

### 電視動畫

#### 1990年代
1995年
- 蠟筆小新（男孩子、女服務生B、大姊姊）

1996年
- 怪盜Saint Tail（姐妹C）
- 酷妹當家（二之宮貴子[9]、曾奶奶）[注 4]
- 蠟筆小新（大石惠、萩田、辣妹B、妻、米盛實、小學生B）
- 麵包超人（里芋妹妹）
- 超者萊汀（日语：超者ライディーン）（少女）
- 哆啦A夢 (大山羨代版)（女孩子B、 等）

1997年
- 吸血姬美夕（山之內遙、美智子）
- 蠟筆小新（女性旁白、女性、鳩子、廣播、女高中生A、大嬸A、子）
- 中華一番！（梅麗[10]）
- 超魔神英雄傳（セピア）

1998年
- Generator Gawl（日语：ジェネレイターガウル）（七寶雅美）
- 麗佳★公主（ヒデ）
- 麵包超人（筆記本妹妹〈第3代〉）
- 章魚燒超人（日语：たこやきマントマン）（章魚燒雷德[11]）
- 槍神Trigun（米莉·湯普生）
- 吹泡糖危機2040（希莉亞·史汀古尼）
- 神奇寶貝（敦子[12]）
- 炸彈人 彈珠人爆外傳（少年寶）
- 魔術士歐菲（瑪莉亞貝爾[13]）
- 吉本無知子物語（日语：ヨシモトムチッ子物語）（尺蠖蛾弟弟田中）

1999年
- 迷糊女戰士（六本松1號&2號）
- 葛瑞哥來驚悚秀（日语：GREGORY HORROR SHOW）（鸚鵡、小僧、2號）
- 宇宙戰艦山本洋子（松明屋紅葉）
- 逮捕令Special（小霞）
- 櫻桃小丸子 (第2期)（理惠）
- 恐怖寵物店（吉兒）
- 神奇寶貝（繪美里[14]）
- 炸彈人 彈珠人爆外傳V（茱麗葉寶）
- 名偵探柯南（鹽谷深雪）

#### 2000年代
2000年
- 犬夜叉（日暮籬）
- 學校怪談（少女）
- 葛瑞哥來驚悚秀 THE LAST TRAIN（2號、車站廣播）
- 真·女神轉生 惡魔之子（ヒッポウ）
- 哈姆太郎（向日葵公主）
- 科學小飛喵（關田、路塔）
- 神奇寶貝（千惠[15]）
- Monkey Magic（モッテ）
- 純情房東俏房客（乙姬睦美[16]、美女、瑛子、女學生）
- 純情房東俏房客 聖誕特別篇（乙姬睦美[17]）

2001年
- X（皇北都）
- ANGELIC LAYER 天使領域（木崎珠代）
- 足球小將翼 (平成版)（岬太郎〈少年時期〉、立花政夫（日语：立花兄弟）〈少年時期〉）
- 仰天人間（日语：仰天人間バトシーラー）
- 蠟筆小新（白蘿蔔小姐女兒B）
- 心之圖書館（佐伯沙羅羅）
- 人造人009 THE CYBORG SOLDIER（003／法蘭索娃絲·阿爾達努）
- SAMURAI GIRL 武俠派女高校生（霧林安曇[18]）
- 新白雪姬傳說（淡雪繭根[19]）
- 七虹香電擊作戰（艾爾克莉娜）
- 破邪巨星G彈劾凰（島龍子、羅姆琳）
- 巴比倫2世（佐伯玲香）
- 棋魂（市河晴美、學生）
- 神奇寶貝（綾乃[20]）
- 純情房東俏房客 春節特別篇（乙姬睦美[21]）
- 聖石小子（凱特蕾雅·葛羅利）

2002年
- 青出於藍（蒂娜·佛斯特）
- 我們這一家（電視聲音1）
- 盜賊王JING（艾莉克希爾[22]）
- 決鬥大師（切札舞）
- 東京喵喵（保母）
- 花田少年史（桂、夏）
- 棋魂（少年、男孩子）
- 大頭狗仔隊（日语：ふぉうちゅんドッグす）（富子）
- 驚爆危機！（千鳥要[23]）
- 神奇寶貝（武藤[24]）
- 陸上防衛隊（鬼瓦國子）
- ONE PIECE（塔吉）

2003年
- 青出於藍 ～緣～（蒂娜·佛斯特）
- 妮嘉尋親記（瑪德蓮）
- 原子小金剛 (2003年版)（艾蜜莉）
- R.O.D -THE TV-（菫川奈奈奈）
- 閃靈二人組（氏家火生留）
- 魔法少年賈修（勇太）
- SUBMARINE SUPER 99（日语：潜水艦スーパー99）（[25]）
- STRATOS 4（日语：ストラトス・フォー）（貝蒂·布澤曼）
- 高橋留美子劇場（綠、繪美理、小泉、小鳩）
- 偵探學園Q（雪平櫻子）
- D·N·ANGEL（佛莉蝶兒）
- 星星公主（星丸、涅見子、江角純）
- 惑星奇航（田名部愛）
- 驚爆危機？校園篇（千鳥要）
- 神奇寶貝 Side Story（少女喬伊）
- 最後流亡（麥德賽夫人）

2004年
- 阿嘉莎·克莉絲蒂的名偵探白羅與瑪波（露意絲）
- 宇宙交響詩美蒂露 銀河鐵道999外傳（日语：宇宙交響詩メーテル 銀河鉄道999外伝）（梅德爾）
- 戰區88（津雲涼子）
- 現視研（春日部）
- 蒼穹之戰神（機師）
- 抓鬼天狗幫（小染）
- 決鬥大師Charge（切札舞）
- 異域天使（凡妮莎·雷尼）
- 名偵探柯南（南里薰）
- 仙境傳說 THE ANIMATION（蒂絲）

2005年
- BLEACH（四楓院夜一）
- 植木的法則（瑪利蓮·凱莉、巴隆·艾斯克拉伏特的母親）
- 新宇宙飛龍（藤山靜）
- 槍與劍（雪子·史蒂芬斯）
- 高機動交響曲GPO（加藤滿）
- 真相之眼（三田村小夜子[26]）
- 小天小天子（日语：こてんこてんこ）（拉比）
- 地獄少女（紅彩香）(第7話)
- JINKI:EXTEND（津崎靜花）
- 嬉皮笑園（橘玲、狸貓）
- 驚爆危機！The Second Raid（千鳥要）
- 黏黏妖美少女（友里明日香[27]）
- 雪之女王（拉斯姆斯）
- 魔法咪路咪路 Charming（森下遙）

2006年
- 受讚頌者（索波克）
- 我愛美樂蒂：轉轉旋律魔法牌（星賀琉奈）
- 銀魂（志村妙、小四、小馬尾）
- Keroro軍曹（Pururu醫護長／小Pururu）
- 女高中生 GIRLS-HIGH（香田亞佳莉）
- 009-1（009-3／凡妮莎·伊貝爾）
- THE ROID MEMORY（梅爾·艾薩斯·森菲德）
- D.Gray-man（摩亞·海瑟）
- .hack//Roots（日语：.hack//Roots）（碧）
- 暮蟬悲鳴時（園崎魅音、園崎詩音（日语：園崎詩音））
- 可愛小水滴（日语：ぷるるんっ!しずくちゃん）

2007年
- 獵魔戰記（拉花娜）
- AYAKASHI（夜明秋野）
- Yes！光之美少女5（夏木愛）
- 魔女獵人（妮娜）
- CLANNAD（相樂美佐枝）
- CLAYMORE（拉花娜）
- 鬼太郎 (第5作)（綾）
- 現視研2（春日部咲）
- 鬼面騎士 THE SKULL MAN（海倫）
- Zero決鬥大師（切札舞）
- 殭屍借貸（卡梅爾）
- 帝托拉傳奇（沙恩[28]、納克）
- 洋葱和尚朝太郎（日语：はたらキッズ マイハム組）（大神大介）
- 真仙魔大戰（彼得神子·神帝彼得、聖星皮耶特羅）
- 暮蟬悲鳴時解（園崎魅音、園崎詩音）
- 女優大試煉（美麗[29]）
- BLUE DROP ～天使們的戲曲～（香月道子）
- 可愛小水滴 啊哈☆（こゆきちゃん）
- 戀愛情結（大谷敦士的姊姊）
- 羅比與克羅比（日语：ロビーとケロビー）（羅比、熊小姐）

2008年
- RD 潛腦調查室（圖書館司書）
- Yes！光之美少女5GoGo！（夏木愛）
- CLANNAD ～AFTER STORY～（相樂美佐枝）
- 鬼太郎 (第5作)（杏子）
- 麵包超人（樁公主〈第2代〉）
- 深淵傳奇（妖獸阿莉愛塔）
- 夏目友人帳（柊）
- 隱王（織田八重）
- 新·安琪莉可 Abyss -Second Age-（安琪莉可的母親）
- 洋葱和尚朝太郎（日语：ねぎぼうずのあさたろう）（小通）
- 神奇寶貝鑽石&珍珠（百安、小光的捲捲耳、神奇寶貝圖鑑聲音〈第2代〉、幼少時期的瓢太、小菘的狃拉、小菘的雪笠怪、由克希、小望的奇魯莉安→艾路雷朵、烏拉拉的胖丁、電磁的皮卡丘、尚志的羅絲雷朵、真司的雪妖女 等）
- 意外（冬吾）
- 十字架與吸血鬼（一之瀨珠魚）

2009年
- 我們這一家（藤澤美雪老師）
- 犬夜叉 完結篇（日暮籬）
- 元素高手（瑪麗的母親）
- 黑神 The Animation（魁音寺雪）
- 真魔神 衝擊！Z篇on television（迦米亞Q1－Q5）
- 聖劍鍛造師（艾法多尼）
- 麵包超人（柑橘醬小姐）
- 決鬥大師Cross（切札舞）
- 續 夏目友人帳（柊）
- 鋼之鍊金術師 FULLMETAL ALCHEMIST（羅賽·托馬斯）
- Battle Spirits 少年激霸彈（瑪吉莎）
- 神奇寶貝鑽石&珍珠（銀河隊的部下）
- 戰鬥陀螺 鋼鐵奇兵（波佐間光的母親）

#### 2010年代
2010年
- 怪談餐館（宇井留惠子）
- 蠟筆小新（スィー）
- 戀愛班長 Second Collection（櫻井佳美）
- 女僕咖啡廳（龜井堂靜、護士）
- 決鬥大師Cross Shock（切札舞）
- Battle Spirits Brave（斯黛拉·克拉貝里希切科夫）
- HEROMAN（凱薩琳）

2011年
- 銀魂'（志村妙、小四）
- GOSICK（賈桂琳·席紐勒）
- Suite 光之美少女♪（北條真理亞）
- 花牌情緣（綾瀨千惠子）
- 夏目友人帳 參（柊）
- 火影忍者疾風傳（靜）
- 天才黃金腦 ～神之謎（安娜·革蘭）
- 神奇寶貝鑽石&珍珠 特別篇（小光的捲捲耳）
- 47都道府犬（日语：声優バラエティー SAY!YOU!SAY!ME!#47都道府犬）（京都犬）

2012年
- 銀魂'延長戰（志村妙）
- Smile 光之美少女！（日野正子）
- 聖鬥士星矢Ω（天鷹座尤娜、光牙〈幼年時期〉）
- 數碼寶貝合體戰爭 穿越時空的少年獵人們（水樹）
- 夏目友人帳 肆（柊）
- 冰（折木供惠）
- 天才黃金腦 ～神之謎2（安娜·革蘭）
- 神奇寶貝超級願望 2nd Season（小光的捲捲耳）
- （美雪）
- ONE PIECE（可亞拉）

2013年
- 玉子市場（大路道子[30]、珠子）
- 花牌情緣2（綾瀨千惠子）
- 八犬傳 -東方八犬異聞-（齋木茜）
- 天才黃金腦 ～神之謎3（安娜·革蘭）
- Free！（天方美帆[31]、橘真琴〈小學時期〉）
- 結界女王 震颤（斯卡莉特·大原[32]）
- 神奇寶貝 THE ORIGIN（雷德的母親）
- 〈物語〉系列 2nd Season（臥煙伊豆湖）

2014年
- Aikatsu！偶像活動！（瑪其那）
- 金田一少年之事件簿R（虹枝光世）
- JoJo的奇妙冒險 星塵鬥士（妮娜[33]）
- 抓狂徵信社、真抓狂徵信社（日语：ストレンジ・プラス）（美羽[34][35]）
- 決鬥大師VS（土瓶Lady／切札舞）
- Free！-Eternal Summer-（天方美帆[36]）
- 魔術快斗1412（紺野艾莉卡）
- 飆速宅男 GRANDE ROAD（御堂筋翔〈幼少時期〉）

2015年
- OVERLORD（布莉塔）
- 終物語（臥煙伊豆湖[37]）
- 境界之輪迴（魂子[38]）
- 銀魂°（志村妙）
- 蠟筆小新（形冰杉夫）
- Go! Princess 光之美少女（尤拉／前代人魚天使）
- 城下町的蒲公英（櫻田五月[39]）
- 決鬥大師VSR（豬排咖哩）
- 神奇寶貝XY（瑪綉）
- 名偵探柯南（熊堂修子）
- ONE PIECE 薩波特別篇 ～3兄弟的羈絆 奇跡的再會和被繼承的意志～（可亞拉）

2016年
- 境界之輪迴 (第2期)（魂子）
- 夏目友人帳 伍（柊）
- 神奇寶貝XY&Z（瑪綉）

2017年
- 境界之輪迴 (第3期)（魂子）
- 夏目友人帳 陸（柊）
- BORUTO -火影新世代- NARUTO NEXT GENERATIONS-（信樂／堇的母親）
- 名偵探柯南（大岡紅葉[[[Wikipedia:格式手册/链接#章節|錨點失效]]]）
- 決鬥大師VSRF（切札舞）
- 銀魂.（志村妙）

2018年
- 刀使之巫女（五條伊呂波／吉野伊呂波）
- 驚爆危機！Invisible Victory（千鳥要[40]）
- Free！-Dive to the Future-（天方美帆）

2019年
- 巴比倫（日语：バビロン (小説)）（曲世愛[41]〈平松繪見子〉）

#### 2020年代
2020年
- 暮蟬悲鳴時業（園崎魅音[42]、園崎詩音[42]）
- 半妖的夜叉姬（日暮籬[43]）

2021年
- 暮蟬悲鳴時卒（園崎魅音[42]、園崎詩音[42]）
- 半妖的夜叉姬 第二季（日暮籬）

2022年
- BLEACH 千年血戰篇（四楓院夜一）

2025年
- 銀魂多重宇宙動畫「3年Z班銀八老師」（志村妙[44]）

### 電影動畫
1996年
- 蠟筆小新：搞怪遊樂園大冒險（員工）

1997年
- 蠟筆小新：黑暗珠珠大追擊（女主人）

1998年
- 哆啦A夢七小子：蟲蟲大作戰（女子機器人）

2001年
- 犬夜叉：跨越時代的思念（日暮籬）

2002年
- 犬夜叉：鏡中的夢幻城（日暮籬）

2003年
- 犬夜叉：天下霸道之劍（日暮籬）
- 黃金之法：愛爾康大靈的歷史觀（日语：黄金の法#アニメ映画）（艾莉莎）

2004年
- 犬夜叉：紅蓮的蓬萊島（日暮籬）

2007年
- 劇場版 BLEACH The DiamondDust Rebellion 鑽石星塵的反叛（四楓院夜一）
- 小Kero K隆球的秘密!?（小Purulru）

2008年
- 劇場版 BLEACH Fade to Black 呼喚你的名字（四楓院夜一）

2009年
- 劇場版 神奇寶貝：阿爾宙斯 超克的時空（小光的捲捲耳）
- Keroro 出發啦！全員集合（Pururu醫護長）
- 劇場版 決鬥大師：黑月的神帝（切札舞）
- 佛陀再誕 -The REBIRTH of BUDDHA（日语：仏陀再誕#アニメ映画）（友子）

2010年
- 歡迎來到宇宙秀（小山清水）
- 銀魂劇場版 新譯紅櫻篇（志村妙）

2012年
- 神秘之法（日语：神秘の法）（朱莉婭）
- BUTA（古比）
- 名偵探柯南：第11位前鋒（本浦知史）

2013年
- AURA ～魔龍院光牙最後的戰鬥～（佐藤一郎的姊姊[45]）
- 銀魂劇場版 完結篇 永遠的萬事屋（志村妙）
- 詛咒屋姐妹（奈緒[46]）

2014年
- 玉子愛情故事（大路道子[47]）

2015年
- 少女與戰車 劇場版（日语：ガールズ&パンツァー 劇場版）（島田千代）

2016年
- 蠟筆小新：爆睡！夢世界大作戰（山田）
- 劇場版 聲之形（石田美也子）
- ONE PIECE FILM GOLD（可亞拉）

2017年
- 蠟筆小新：宇宙人Pi力來襲!!（山田）
- 名偵探柯南：唐紅的戀歌（大岡紅葉）
- 劇場版 Free！-Timeless Medley- 絆（天方美帆）
- 特別版 Free！-Take Your Marks-（天方美帆）

2018年
- 劇場版 夏目友人帳 ～緣結空蟬～（柊[48]）

2024年
- BLOODY ESCAPE -地獄的逃走劇-（拉拉克[49]）
- 名偵探柯南：100萬美元的五稜星（大冈红叶）
- 我的鬼女孩（八ツ瀬みくり[50]）

### OVA
1998年
- 聖少女艦隊Virgin Fleet（日语：聖少女艦隊バージンフリート）（雪見澤五月）

1999年
- （莉迪亞）
- 太陽之船（日语：太陽の船 ソルビアンカ）（克里斯）
- 星際迷航俏女郎（日语：てなもんやボイジャーズ）（艾琳）

2001年
- X（皇北都）
- Z.O.E（肯·馬林內里斯）
- 梅德爾傳奇（日语：メーテルレジェンド）（梅特爾〈少女時期〉）

2002年
- 電玩少女櫻吹雪（日语：アーケードゲーマーふぶき）（阿爾卡小姐—）
- 少女歌手 ～思想曲～（日语：カナリア 〜この想いを歌に乗せて〜）（茅崎惠）
- 純情房東俏房客 Again（乙姬睦美[51]）

2003年
- 戀愛小魔女（立石亞由）
- 聖鬥士星矢 冥王黑帝斯極樂淨土篇（日语：聖闘士星矢 冥王ハーデス編）（星華）
- 羔羊之歌（八重樫葉）

2004年
- STRATOS 4 (X系列)（日语：ストラトス・フォー）（貝蒂·布澤曼）

2005年
- 銀魂「凡事都是打頭最重要所以逞強一點反倒正好～」（志村妙）
- 警察戰車隊 TANK S.W.A.T.（日语：ドミニオン (漫画)#警察戦車隊 TANK S.W.A.T.）（尾崎雷歐娜）
- STRATOS 4 Advance（日语：ストラトス・フォー）（貝蒂·布澤曼）

2006年
- 現視研（春日部）
- STRATOS 4 Advance 完結篇（日语：ストラトス・フォー）（貝蒂·布澤曼）

2007年
- 暮蟬悲鳴時外傳 貓殺篇（園崎魅音、園崎詩音（日语：園崎詩音））

2008年
- 犬夜叉 黑色鐵碎牙（日暮籬）
- 銀魂 「白夜叉降臨」（志村妙）

2009年
- 萌少女的戀愛時光特別篇 小黑與小白（鏡黑的母親）
- 皮卡丘的閃亮大搜查！（捲捲耳）
- 暮蟬悲鳴時禮（園崎魅音、園崎詩音）

2010年
- 皮卡丘的不可思議不可思議大冒險（捲捲耳）
- BLACK LAGOON Roberta's Blood Trail（法比奧拉·伊格萊西亞斯）
- 名偵探柯南 MAGIC FILE4 通往大阪什錦煎餅的艱辛之路（小西香鈴）

2011年
- 暮蟬悲鳴時煌（園崎魅音、園崎詩音）

2013年
- 暮蟬悲鳴時擴 ～Outbreak～（園崎魅音）

2014年
- 銀魂「鑽進被窩之後很在意擦拭的痕跡想睡卻睡不著的時候也是有的」（志村妙）
- 義呆利 The Beautiful World Extra Disk（法國國女）

2016年
- 銀魂° 愛染香篇（志村妙）[注 5]
- 天地無用！魎皇鬼 (第4期)（正木月湖）

2017年
- 初戀怪獸（金子七三子[52]）[注 6]

### 網路動畫
2000年
- 笑園漫畫Web大王（水原曆）

2015年
- 美少女戰士Crystal（紅安）

2016年
- 曆物語（臥煙伊豆湖[53]）

2024年
- 物語系列 第外季&第怪季（臥煙伊豆湖[54]）

### 遊戲
1996年
- 機動戰士鋼彈外傳 THE BLUE DESTINY（日语：機動戦士ガンダム外伝 THE BLUE DESTINY）（EXAM系統（日语：EXAMシステム））
- 少女之夢（日语：ヒロイン・ドリーム）（時森曆）

1998年
- 超時空之旅NEOS（日语：エクソダスギルティー）（維爾、真道舞佳）
- DEBUT21（日语：誕生 〜Debut〜）
- 超級真實花札 戀愛吧2（右手奈緒子）
- 有聲小說 街（日语：街 〜運命の交差点〜）（麻生詩織）

1999年
- 莎木 一章 橫須賀
- SPIKEOUT FINAL EDITION（日语：スパイクアウト）（琳達）
- 聖少女艦隊Virgin Fleet（日语：聖少女艦隊バージンフリート）（雪見澤五月）
- 街 ～命運的交差點～（日语：街 〜運命の交差点〜）（麻生詩織）
- （天乃玉子）
- 鋼鐵少年（日语：リモートコントロールダンディ）（魚山美沙）
- ONE ～光輝的季節～（川名岬）

2000年
- （渡瀨滿）
- 華蘭虎龍學園 心跳編（結城司）
- 六月守護神（日语：ヘキサムーン・ガーディアンズ）（阿蒂蜜絲）
- 純情房東俏房客 ～情話綿綿～（乙姬睦美）
- 夏色劍術小町（日语：夏色剣術小町）（千堂狹霧）

2001年
- 犬夜叉（日暮籬）
- 少女歌手 ～思想曲～（日语：カナリア 〜この想いを歌に乗せて〜）（茅崎惠）
- 春雨曜日（日语：春雨曜日）（明智小鈴）
- 線上鋼彈對戰版（日语：ガンダムバトルオンライン）（妮蒂·艾耶札）

2002年
- 復活邪神：無限傳說（日语：アンリミテッド:サガ）（白銀少女、珍·摩爾）
- 犬夜叉 ～戰國御伽合戰～（日暮籬）
- 機神大作戰（日语：ギガンティック ドライブ）（木南薰子）
- Surveillance 監視者（日语：サーヴィランス 監視者）（提姆·羅帕）
- 命運傳奇2（羅尼·迪那敏斯〈少年時期〉、莉姆露）

2003年
- 亞克傳承 精靈的黃昏（日语：アークザラッド 精霊の黄昏）（波萊特·凡·洛伊德〈波萊特〉）
- 犬夜叉 ～奈落的陷阱！迷幻森林的邀請函～（日暮籬）
- ANUBIS ZONE OF THE ENDERS（肯·馬林內里斯）
- 侍魂零（日语：サムライスピリッツ零）（真鏡明彌娜（日语：真鏡名ミナ））

2004年
- 亞克傳承 新世代（日语：アークザラッドジェネレーション）（波萊特·凡·洛伊德〈波萊特〉）
- 犬夜叉 ～詛咒的假面～（日暮籬）
- 深紅之淚（日语：クリムゾンティアーズ）（明日香）
- 侍魂零SPECIAL（真鏡名彌娜）
- 天誅 紅（凛）
- 雙戀（雛菊雅）
- 天秤彩球2（日语：ぷらすぷらむ#ぷらすぷらむ2）（芙蘿拉）
- 不可思議謎題 ～八十神薰的事件簿～（日语：ミステリート (第1作)）（馬耳他＝阿爾格里奇）

2005年
- 犬夜叉 奧義亂舞（日暮籬）
- 編碼時代指導者 ～繼承者與被繼承者～（日语：コード・エイジ コマンダーズ）（艾莉絲）
- 召喚夜響曲外傳 破曉之翼（紀紗娜）
- 深淵傳奇（ 阿莉愛塔）
- 天地之門（日语：天地の門）
- 夢幻遊戲 玄武開傳 外傳 鏡之巫女（奧田多喜子）
- BLEACH Advance 染紅的屍魂界（四楓院夜一）
- BLEACH ～獲選之魂～（四楓院夜一）
- BLEACH ～炙熱之魂2～（日语：BLEACH 〜ヒート・ザ・ソウル〜）（四楓院夜一）
- 義經英雄傳（日语：義経英雄伝）（凛）
- 義經英雄傳修羅（日语：義経英雄伝修羅）（凛）
- 幸運☆星 可愛少女學園（日语：らき☆すた 萌えドリル#らき☆すた 萌えドリル）（帕特莉西亞·馬汀）
- 火爆玫瑰（斯本瑟老師）
- 復活邪神 -Minstrel Song-（日语：ロマンシング サガ -ミンストレルソング-）（蒂亞納、法拉）

2006年
- 受讚頌者 給逝者的搖籃曲（索波克）
- 藍色天使隊2（日语：ブルーブラスター）（艾爾莎·洛林）
- 銀魂 銀時對土方!? 歌舞伎町銀玉争奪戰!!（志村妙）
- CLANNAD（相樂美佐枝）
- 新世紀福音戰士機密檔案（日语：シークレット オブ エヴァンゲリオン）（加賀瞳）
- 女高中生 GAME'S-HIGH!!（香田亞佳莉）
- 暮蟬悲鳴時破曉時分 （園崎魅音、園崎詩音（日语：園崎詩音））
- BLEACH DS 翱翔藍天的命運（日语：BLEACH DS）（四楓院夜一）
- BLEACH Wii 白刃閃耀圓舞曲（四楓院夜一）
- BLEACH ～解放的野心～（日语：BLEACH 〜放たれし野望〜）（（四楓院夜一）
- BLEACH ～炙熱之魂3～（四楓院夜一）
- BLEACH ～刀刃戰士～（四楓院夜一）
- 藍色天使隊（日语：ブルーブラスター）（艾爾莎＝羅斯林根）
- 街 ～命運的交差點～ 特別篇（麻生詩織）
- 怪獸王國 晶石召喚師（日语：モンスターキングダム・ジュエルサモナー）（琳）
- 摔角天使生存者（日语：レッスルエンジェルス）（咪咪吉原、真田美幸）

2007年
- 銀魂 可吐槽動畫（日语：銀魂 万事屋ちゅ〜ぶ ツッコマブル動画）（志村妙）
- 新世紀福音戰士機密檔案 攜帶版（日语：シークレット オブ エヴァンゲリオン）（加賀瞳）
- 真·幸運星 可愛少女學園 ～啟程～（日语：らき☆すた 萌えドリル#真・らき☆すた 萌えドリル 〜旅立ち〜）（帕特莉西亞·馬汀）
- 零之使魔 ～小惡魔和春風的協奏曲～（高凪春名）
- 暮蟬悲鳴時破曉時分改（園崎魅音、園崎詩音）
- 暮蟬悲鳴時祭（日语：ひぐらしのなく頃に祭）（園崎魅音、園崎詩音）
- 暮蟬悲鳴時祭 碎片遊戲（園崎魅音、園崎詩音）
- 暮蟬悲鳴時祭 碎片遊戲 追加版（園崎魅音、園崎詩音）
- BLEACH ～炙熱之魂4～（四楓院夜一）
- BLEACH ～刀刃戰士2nd～（四楓院夜一）
- 全民高爾夫5（莉娜）

2008年
- 白騎士物語 -遠古的鼓動-（悠莉）
- 暮蟬悲鳴時破曉時分Portable（園崎魅音、園崎詩音）
- 暮蟬悲鳴時絆（日语：ひぐらしのなく頃に絆） 第一卷·崇（園崎魅音、園崎詩音）
- 暮蟬悲鳴時絆 第二卷·想（園崎魅音、園崎詩音）
- BLEACH The 3rd Phantom（日语：BLEACH The 3rd Phantom）（四楓院夜一）
- BLEACH ～靈魂嘉年華～（日语：BLEACH 〜ソウル・カーニバル〜）（四楓院夜一）
- BLEACH 聖戰對決 （四楓院夜一）
- BLEACH ～炙熱之魂5～（四楓院夜一）
- 靚影特務（賽瑞絲汀）
- 摔角天使生存者2（咪咪吉原、真田美幸）

2009年
- 超劇場版Keroro軍曹 擊侵龍鬥士軍團是也！（日语：超劇場版ケロロ軍曹 撃侵ドラゴンウォリアーズであります! (ゲーム)）（Pururu醫護長）
- 暮蟬悲鳴時破曉時分Portable MEGA EDITION（園崎魅音、園崎詩音）
- 暮蟬悲鳴時絆 第三卷·螺（園崎魅音、園崎詩音）
- BLEACH DS 4th 火焰使者（四楓院夜一）
- BLEACH ～靈魂嘉年華2～（四楓院夜一）
- BLEACH ～炙熱之魂6～（四楓院夜一）
- 神奇寶貝樂園Wii ～皮卡丘的大冒險～（日语：ポケパークWii 〜ピカチュウの大冒険〜）

2010年
- Another Century's Episode:R（千鳥要）
- 地下城與勇士（席夫、米聶特、恐怖的亞斯她錄）
- 白騎士物語 -光與闇的覺醒-（悠莉）
- .hack//Link（碧）
- 暮蟬悲鳴時絆 第四卷·絆（園崎魅音、園崎詩音）
- BLEACH 靈魂引爆（四楓院夜一）
- BLEACH ～炙熱之魂7～（四楓院夜一）

2012年
- ZONE OF THE ENDERS HD EDITION（肯·馬林內里斯）
- 聖鬥士星矢Ω 終極小宇宙（天鷹座尤娜）
- 第2次超級機器人大戰Z 再世篇（瑪莉琳·凱特）

2013年
- 銀魂大富翁（日语：銀魂のすごろく）（志村妙）

2014年
- CV ～CASTING VOICE～（日语：CV 〜キャスティングボイス〜）（狐神寧寧[55]）
- 私立格里莫瓦魔法學園（武田虎千代[56]）
- 超級女英雄戰記（日语：超ヒロイン戦記）（園崎魅音[57]、園崎詩音[58]）
- 第3次超級機器人大戰Z 時獄篇（千鳥要）
- ONE PIECE 超級偉大航路之爭X（可亞拉）

2015年
- 暮蟬悲鳴時粹（園崎魅音、園崎詩音[59]）
- 波波羅古洛伊斯牧場物語（日语：ポポロクロイス牧場物語）（崔克茜[60]）
- BLEACH: Brave Souls（四楓院夜一）
- 碧藍幻想（輝夜姬[61]）
- 第3次超級機器人大戰Z 天獄篇（千鳥要）

2016年
- Aikatsu！偶像活動！Photo on stage!!（瑪其那）
- 學園夢幻祭（日语：あんさんぶるガールズ!）（日瀧真白[62]）
- 數亂digit（日语：数乱digit）（參河利保子[63]
- 英雄傳說VI 空之軌跡 the 3rd Evolution（艾莉卡·拉賽爾）

2017年
- 超級機器人大戰V（千鳥要）

2018年
- 銀魂亂舞（志村妙）
- 驚爆危機！戰鬥的 Who Dares Wins（千鳥要[64]）
- 東京放學後召喚師（日语：東京放課後サモナーズ）（鈴香[65] ）

2019年
- 空戰奇兵7 未知的天空（艾薇兒·米德）

2020年
- JUMP FORCE（四枫院夜一）

2021年
- 少女前線（FX-05、VP1915）

2022年
- 少女前线：云图计划（蔵音）

### 廣播劇CD
- R.O.D -THE CD-（菫川寧寧寧）
- 伊蘇&空之軌跡vs.凡·喬（艾莉卡）[注 7]
- 犬夜叉系列（日暮籬）
  - （少年Sunday特製CD、應募者全員服務）
  - 廣播劇專輯
  - 廣播劇專輯2
  - 廣播劇專輯特別篇「犬夜叉 紅白歌合戰！」 犬夜叉版、殺生丸版
  - 犬夜叉第559話 （Wide版全卷預約特典）
- 英雄傳說VI 空之軌跡 the 3rd 廣播劇CD ～魂之刻印～（艾莉卡·拉賽爾）
- 織田信奈的野望（柴田勝家）
- 極樂天使（阿熊幸）
- 家族遊戲（日语：家族ゲーム (漫画)）（遊佐幸惠）
- CARAT！光之魔法國（馬場香音）
- 槍與劍 O.S.T.（雪子·史蒂芬斯）
- 假面男僕 強制服務廣播劇CD（園崎魅音、園崎詩音）
- CLANNAD 在光守護的坡道上 第2、4卷（相良美佐江）
- 紅茶王子（日语：紅茶王子）（吉岡奈子）
- G奇幻漫畫CD精選 火焰之紋章 暗黑龍與光之劍（琳達[66]）
- 私立！三十三間堂學院（日语：私立!三十三間堂学院）（山路彩）
- STRANGE+ THE DRAMA CD（日语：ストレンジ・プラス）（美羽）
  - STRANGE+ THE DRAMA CD2「DEEP SEEKER」（美羽）
- 楚楚可憐超能少女組 廣播劇CD EPS.1st ～和藹可親！用愛與和平拯救地球吧！～（雅妮絲·伍德史托克、嵐山由岐）
- 7SEEDS 幻海奇情（末黑野花）
- 真假茱莉葉（市川美咲）
- 回憶的日子3（日语：Days of Memories） 3 原聲廣播劇CD（真鏡名彌娜）
- Twinkle Saber NOVA（日语：ティンクルセイバー#ドラマCD）（鴇神冴）
- （三好晴海）
- 東京★純愛奇緣（美代）
- 夏目友人帳（柊）
- 色誘中毒（風）[注 8]
- 嬉皮笑園 Vol.1－3／Second Season Vol.1、3（橘玲）
- 星空學園（無道綾那）
- 仰望半月的夜空 looking up at the half-moon（谷崎亞希子）
- 廣播劇CD P.S.3桑（日语：P.S.すりーさん）
- 暮蟬悲鳴時系列（園崎魅音、園崎詩音（日语：園崎詩音））
- 女優大試煉（美麗）
  - 女優大試煉 原聲廣播劇&BGM專輯 Vol.1「麥篇」
  - 女優大試煉 原聲廣播劇&BGM專輯 Vol.2「野乃篇」
- 夢幻遊戲 玄武開傳 1－4（奧田多喜子）
- 惑星奇航 CD Drama "Sound Marks"（田名部愛）
- 系列（綠青桃）
  -  廣播劇CD
  -  廣播劇CD II
- RADIO DJCD BLEACH “B” STATION（日语：BLEACH “B” STATION） Vol.3
- 點點眉（玲）
- 幸運☆星（帕特莉西亞·馬汀）
- 笑一個！外村同學（外村千鶴）
- ONE ～光輝的季節～ DRAMA CD3（川名岬）

### 外語配音
1992年
- 兩小無猜（少女C[注 9]）※NHK教育版。

1995年
- 高飛電影

1998年
- 傻大貓與崔弟的懸疑劇場（英语：The Sylvester & Tweety Mysteries）

1999年
- 無敵炫悟空（莫特）

2003年
- 大力士（英语：Hercules (1998 TV series)）（喀耳刻）

2006年
- 暴力特區（蘿拉〈丹妮·維利希莫（英语：Dany Verissimo）〉）

2011年
- 私人診所 (第4季)（艾琳〈海倫·斯雷特（英语：Helen Slater）〉）

### 電視劇
- HERO（2001年）－動畫角色的聲音

### 廣播節目
- 聲優專科（Radio Tampa（今改名：電台NIKKEI））
- BLEACH “B” STATION（日语：BLEACH “B” STATION）（2005年9月份主持人）
- 暮蟬悲鳴時 雜耍猴子篇（日语：ひぐらしのなく頃に 猿回し編）（2007年2月1日 - 2007年8月3日，animate TV（日语：アニメイトタイムズ））
- 暮蟬悲鳴時 雜耍飛盤篇（日语：ひぐらしのなく頃に 皿回し編）

### 廣播劇
- 驚爆危機！舞動的Very merry Christmas（千鳥要）

### 旁白
- 女神的天秤（日语：女神の天秤）（1996年－1998年，TBS）
- （2004年－2008年，NHK教育）
- （富士電視台）

### 柏青哥
- CR相聚一刻系列（音無響子）
- CR驚爆危機系列（千鳥要）
- 角子機暮蟬悲鳴時祭（日语：パチスロひぐらしのなく頃に祭）（園崎魅音、園崎詩音）

### 其它
- 我們的地球是阿特拉斯的（天象廳）－飾演少女
- Benesse Corporation 進研研習小學講座（日语：進研ゼミ小学講座）「挑戰4年級課程」（生島薰）

## 音樂作品

### 角色歌曲
| 發行日期 | 標題                               | 名義                                                                | 曲名                             | 備註                                      |
| 2005年   | 2005年                             | 2005年                                                              | 2005年                           | 2005年                                    |
| -------- | ---------------------------------- | ------------------------------------------------------------------- | -------------------------------- | ----------------------------------------- |
| 12月22日 | 『幸運☆星』vocal mini album        | 小早川優（清水愛）、岩崎南（松來未祐）、帕特莉西亞·馬汀（雪野五月） | 「☆」                            | 遊戲《幸運☆星可愛少女學園》相關歌曲       |
| 2007年   |                                    |                                                                     |                                  |                                           |
| 8月17日  | you                                | 園崎詩音（雪野五月）                                                | 「you」                          | 廣播劇CD《暮蟬悲鳴時解 目明篇》片尾主題曲 |
| 8月17日  | you                                | 園崎詩音（雪野五月）                                                | 「Thanks」                       | 廣播劇CD《暮蟬悲鳴時解 目明篇》片頭主題曲 |
| 2008年   |                                    |                                                                     |                                  |                                           |
| 3月5日   | AYAKASHI Characters Vol.5 夜明秋野 | 夜明秋野（雪野五月）                                                | 「I will follow you」            | 電視動畫《AYAKASHI》相關歌曲              |
| 4月25日  | Ultimate A-Style                   | 園崎詩音（雪野五月）                                                | 「you（REDALiCE Trance Remix）」 |                                           |
| 2010年   |                                    |                                                                     |                                  |                                           |
| 12月15日 | BLEACON ～BLEACH CONCEPT COVERS～  | 四楓院夜一（雪野五月）、碎蜂（桑島法子）                            | 「」                             | 《BLEACH》相關歌曲                        |

### 其它參加樂曲
| 發行日期 | 標題       | 名義     | 曲名              | 備註   |
| 1997年   | 1997年     | 1997年   | 1997年            | 1997年 |
| -------- | ---------- | -------- | ----------------- | ------ |
| 12月17日 | 真冬的流星 | WITH YOU | 「真冬流星」 「」 |        |

## 腳註

## 外部連結
- 賢Production所屬期間的聲優簡介，存于 （日語）
- （日語）－雪野五月的官方個人部落格。
- （日語）－（舊）雪野五月的官方個人網站（2009年2月27日的互聯網檔案館）。
- 雪野五月的X（前Twitter） （日語）
- 雪野五月的Instagram帳戶 （日語）
- （日語）
- （日語）